# Флористика (дизайн)

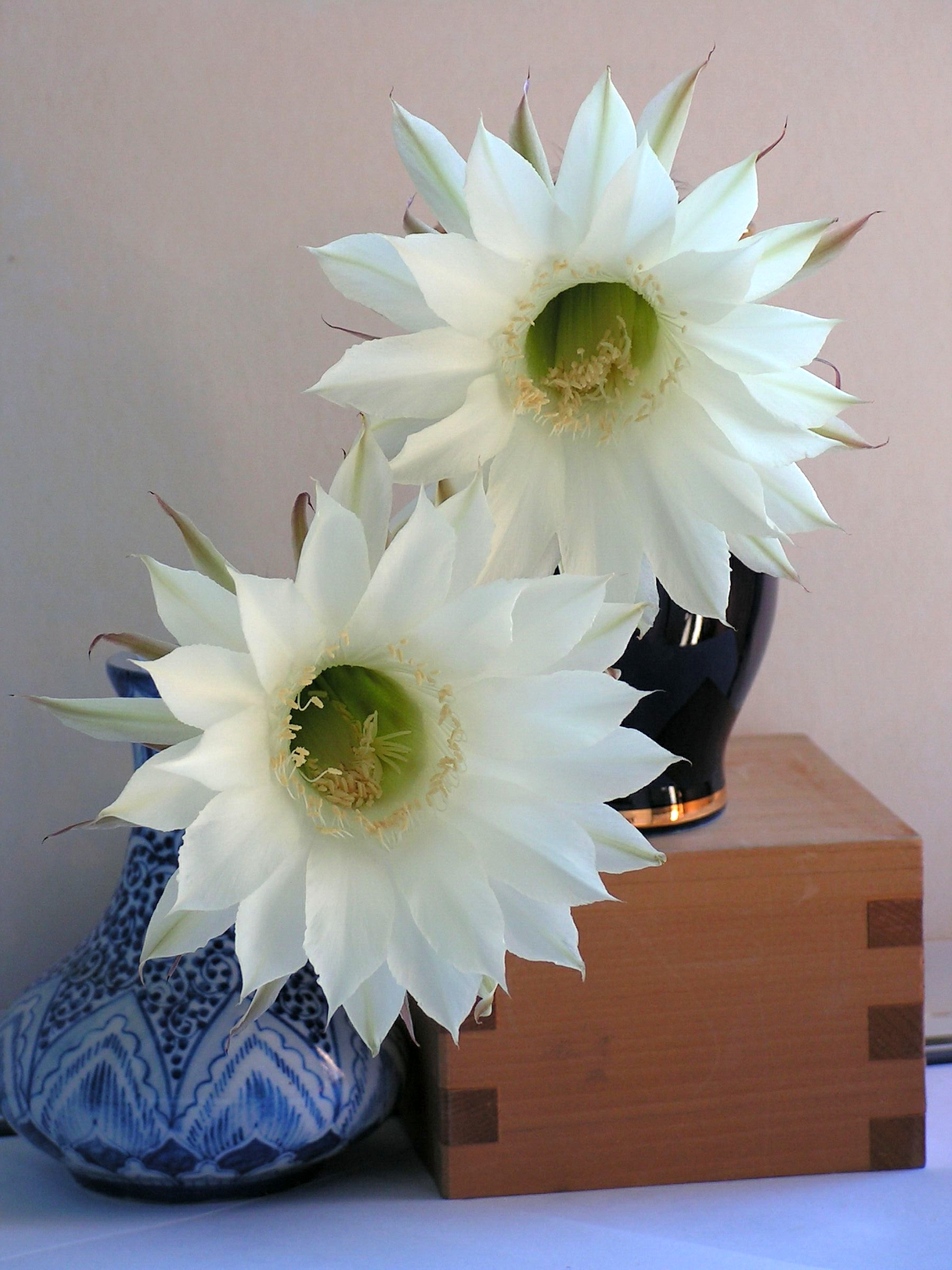
Флористична композиція з ехінопсисами

Флористика — різновид декоративно-прикладного мистецтва та дизайну, яке проявляється у створенні флористичних робіт (букетів, композицій, панно, колажів) з різноманітних природних матеріалів (квітів, листків, трав, ягід, плодів, горіхів і т. і.), які можуть бути живими, сухими або консервованими.

## Напрямки
В цей час європейське квіткове аранжування має три напрямки, які визнають провідні майстри в цьому мистецтві — Грегором Лершем, Деніелом Остом:
- Декоративний
- Вегетативний
- Формо-лінійний

Пітер Асман виокремлював чотири напрямки. Крім вищезгаданих трьох, був ще — паралельний. Згодом цей напрямок перенесли в категорію розміщення ліній рослинного матеріалу.
Особливий напрямок флористики — це креативна флористика, основною відмінністю є вишуканість та оригінальних ідей. Також виділяють новий напрям керамічна флористика.
Композиція з квітів — це завжди складна творча і технічна робота флористів. В композиції треба передати квітами якусь ідею або ж тему, відтворити подію. Одночасно треба зібрати й скласти квіти в композицію в такий спосіб, в який у природі вони практично ніколи не ростуть і не сусідують одне з одним. Лише за такої умови флористична композиція проявить свою красу і стане самостійною окрасою.
Збирають композиції, як кажуть флористи, на стеблах, або за допомогою піафлора (флористична губка). В будь-якому випадку квіти для композиції мають підрізатися довгим навскісним зрізом — так вони довше залишаються свіжими та не в'януть. При правильному догляді (поливання) квіткова композиція може простояти до 7 днів, хоча зазвичай це 3-4 дні.

## Інструменти та матеріали
При виготовленні композицій з квітів першими помічниками є ніж, скріпки, нитки, м'який (мідний чи алюмінієвий) дріт, скотчеві стрічки, флористична піна, клейовий пістолет.

## Флористичні техніки
1. Основні: розставлення, втикання, посадка та інші.
2. Декоративні: нанизування, нашарування, плетення, зв'язування в вузол та інші.
3. Захисні: захист від вологи, захист від випаровування, тейпування, воскування та інші.
4. Ошибана

## Види флористичних робіт

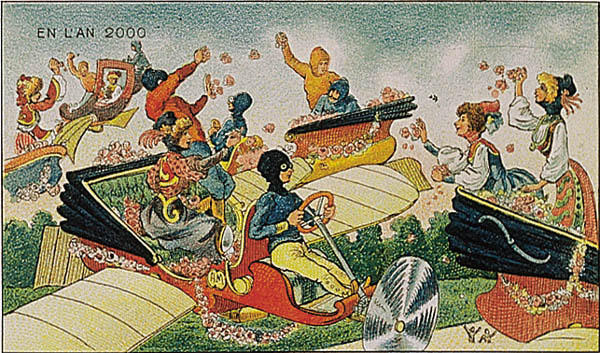
Авіафестиваль квітів. Французька листівка 1910 року

1. Композиція в посудині
2. Букет — композиція з квітів, зібрана вручну. Основна техніка — зв'язування.
3. Флористичний вінок
4. Колажі, панно, ширми
5. Гірлянда
6. Флористичний об'єкт
7. Весільна флористика